# Řád bílé hvězdy
Řád bílé hvězdy (estonsky: Valgetähe teenetemärk) je civilní vyznamenání Estonska založené roku 1936. Udílen je prezidentem republiky občanům Estonska i cizím státním příslušníkům za jejich službu ve veřejné nebo místní správě a za zásluhy v oblasti hospodářství, vzdělávání, vědy, kultury, sportu či jiné oblasti.

## Historie
Řád bílé hvězdy byl založen prezidentem Konstantinem Pätsem dne 7. října 1936 na památku boje za svobodu. Autorem vizuální podoby dekorace byl Paul Luhtein. Původně byl řád udílen ve dvou speciálních  (řádový řetěz a velkostuha) a pěti řádných třídách. K řádu navíc náležely tři medaile (zlatá, stříbrná a bronzová). Řád byl udílen do roku 1940, kdy bylo Estonsko připojeno k Sovětskému svazu a řád byl zrušen. Obnoven byl zákonem o vyznamenáních ze dne 5. května 1994 poté, co Estonsko získalo znovu nezávislost. Obnoveno bylo pět řádných tříd a bronzová medaile. Dne 16. května 1995 byl obnoven i řádový řetěz a místo bronzové medaile byla zavedena medaile stříbrná. K zatím poslední úpravě organizace řádu došlo v roce 2007.
Poprvé byl tento řád udělen 21. června 1937 a to osmi estonským policistům. Vyznamenání jim bylo předáno v Den vítězství, 23. června 1937. Celkem do svého zrušení v roce 1940 bylo vyznamenání uděleno 2000 Estonců a 363 cizincům z 28 zemí. Po svém obnovení byl řád poprvé udělen 16. května 1995 během návštěvy estonského prezidenta Lennarta Meriho ve Finsku, kdy byl řád udělen 80 občanům Finska.
Podle estonského práva mohou být nejvyšší třídy (řádové řetězy) uděleny pouze hlavám států. V případě Řádu bílé hvězdy se tak poprvé stalo 24. dubna 1938, kdy řádový řetěz obdržel Konstantin Päts při svém nástupu do úřadu prezidenta Estonska. Všechny ostatní udělené řádové řetězy obdržely zahraniční hlavy států. Řádový řetěz tohoto vyznamenání tak ve skutečnosti slouží jako diplomatické ocenění a udílen je "na znamení přátelství" během státních návštěv v Estonsku nebo při zahraničních cestách estonského prezidenta. I ostatní stupně řádu mohou být uděleny jako diplomatická vyznamenání zahraničním státníkům.
Druhou speciální třídu udíleno před rokem 1940, velkostuhu, získali pouze dva lidé. Byli jimi generál Johan Laidoner a polský maršál Edward Śmigły-Rydz.
Od roku 1995 do roku 2022 byl řád udělen 3764 Estoncům a 499 cizincům. Z toho byl řádový řetěz udělen v 11 případech, řád I. třídy v 90 případech, řád II. třídy ve 117 případech, řád III. třídy v 425 případech, řád IV. třídy ve 1381 případech, řád V. třídy ve 1396 a medaile ve 344 případech.

## Pravidla udílení
Řád je udílen prezidentem republiky obvykle jednou ročně vždy na Den nezávislosti Estonska 24. února. Ve výjimečných případech, jako je například státní návštěva nebo posmrtné ocenění, může být řád udělen i mimo stanovené datum. Udíleno je občanům Estonska i cizím státním příslušníkům za jejich službu ve veřejné nebo místní správě a za zásluhy v oblasti hospodářství, vzdělávání, vědy, kultury, sportu či jiné oblasti lidské činnosti.
V zákonem daných případech může prezident rozhodnout o odebrání uděleného vyznamenání. Jde o případy, kdy byl vyznamenaný pravomocně odsouzen za úmyslný trestný čin či jeho chování odporuje dobrým mravům, a pokud by se daná osoba takto chovala již dříve, nebylo by jí vyznamenání nikdy uděleno.

## Insignie
Řádový odznak má podobu bíle smaltované stříbrné pozlacené šesticípé hvězdy s cípy v podobě ramen maltézského kříže. Mezi cípy jsou ozdoby v podobě pozlacených sněhových vloček. Uprostřed hvězdy je vyobrazen státní znak Estonska. Na zadní straně je uprostřed uvedeno datum 7. X 1936. Předválečná verze měla uprostřed odznaku místo státního znaku malou bíle smaltovanou šesticípou hvězdu. Vzhled odznaků se v jednotlivých třídách neliší, liší se pouze jejich velikost.
Řádová hvězda má šestihranný tvar o průměru 83 mm. Na podkladu je položena bíle smaltovaná šesticípá hvězda svým vzhledem vycházející z řádového odznaku. Udílena je od II. třídy řádu výše.
Řádový řetěz je z pozlaceného stříbra. Skládá se z dvojitého řetízku a článků ve tvaru stylizovaných květů růže a lilie a centrálního článku o průměru 38 mm, který má podobu velkého státního znaku (tři azuroví levharti na zlatém štítu obklopení dubovým věncem). Na středovém článku je zavěšen řádový odznak v podobě bílé smaltované šesticípé hvězdy o průměru 65 mm.
Řádová medaile kulatého tvaru o průměru 31 mm má na přední straně reliéfní vyobrazení řádového odznaku. Do roku 1940 byly medaile bez smaltu, od roku 1994 jsou cípy hvězdy bíle smaltované. Na zadní straně je reliéfní nápis nesoucí datum založení řádu.
Miniatura řádu je menší kopií insignie V. třídy. Průměr kříže je 17 mm, šířka stuhy 15 mm a celková výška miniatury je 50 mm. Stejné rozměry má i miniatura řádové medaile.
Pro každodenní nošení na civilním oděvu existují rozety vyrobené z řádové stuhy. Na uniformách se nosí stužky ve tvaru proužků.

Stuha řádu z hedvábného moaré je červená. V případě I. třídy je široká 105 mm u mužů a 64 mm u žen. V případě II. a III. třídy je široká 41 mm. Stuha řádu IV. a V. třídy je široká 35 mm. V případě medaile je stuha široká 30 mm.

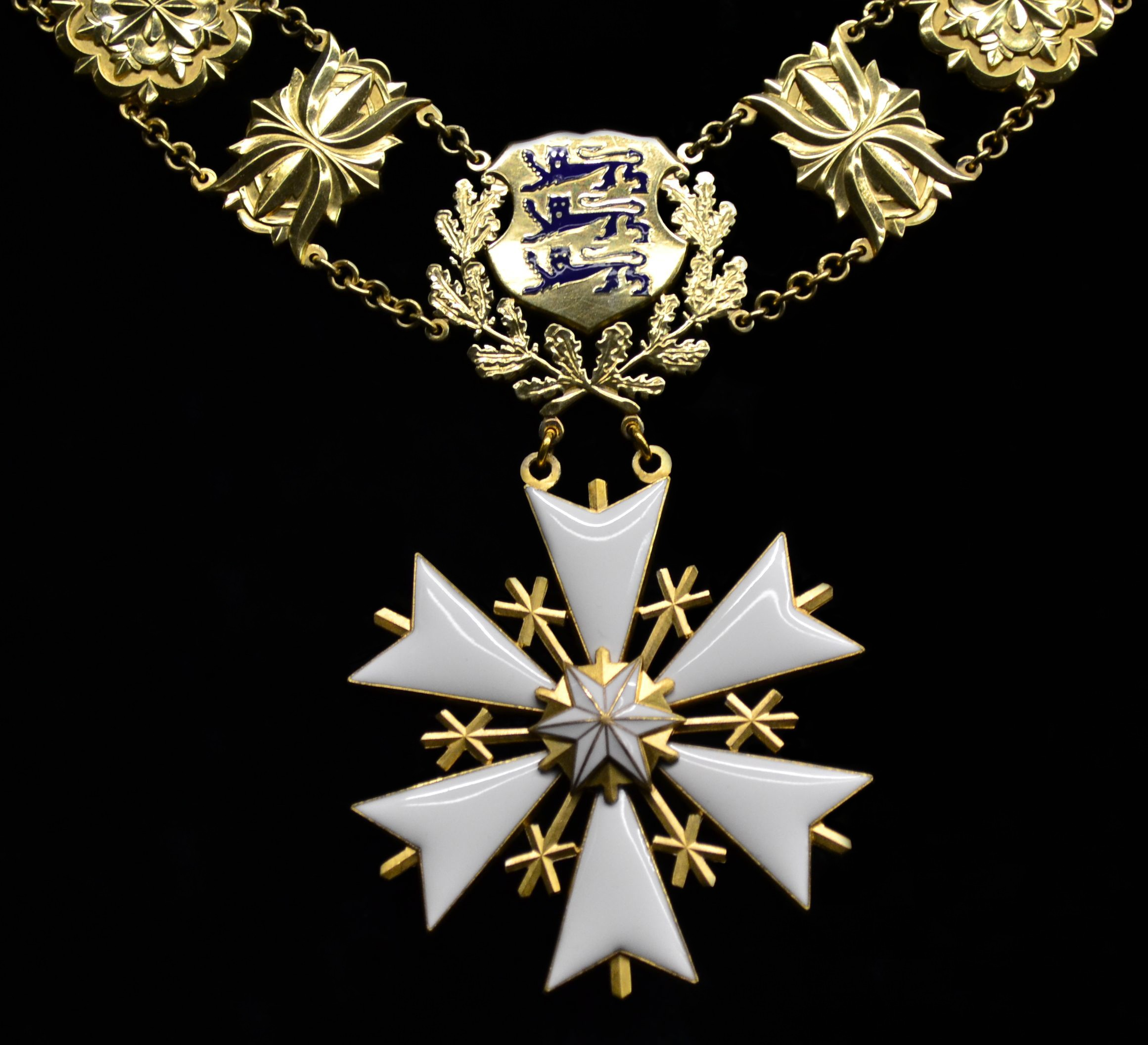
Řádový řetěz (před rokem 1940)
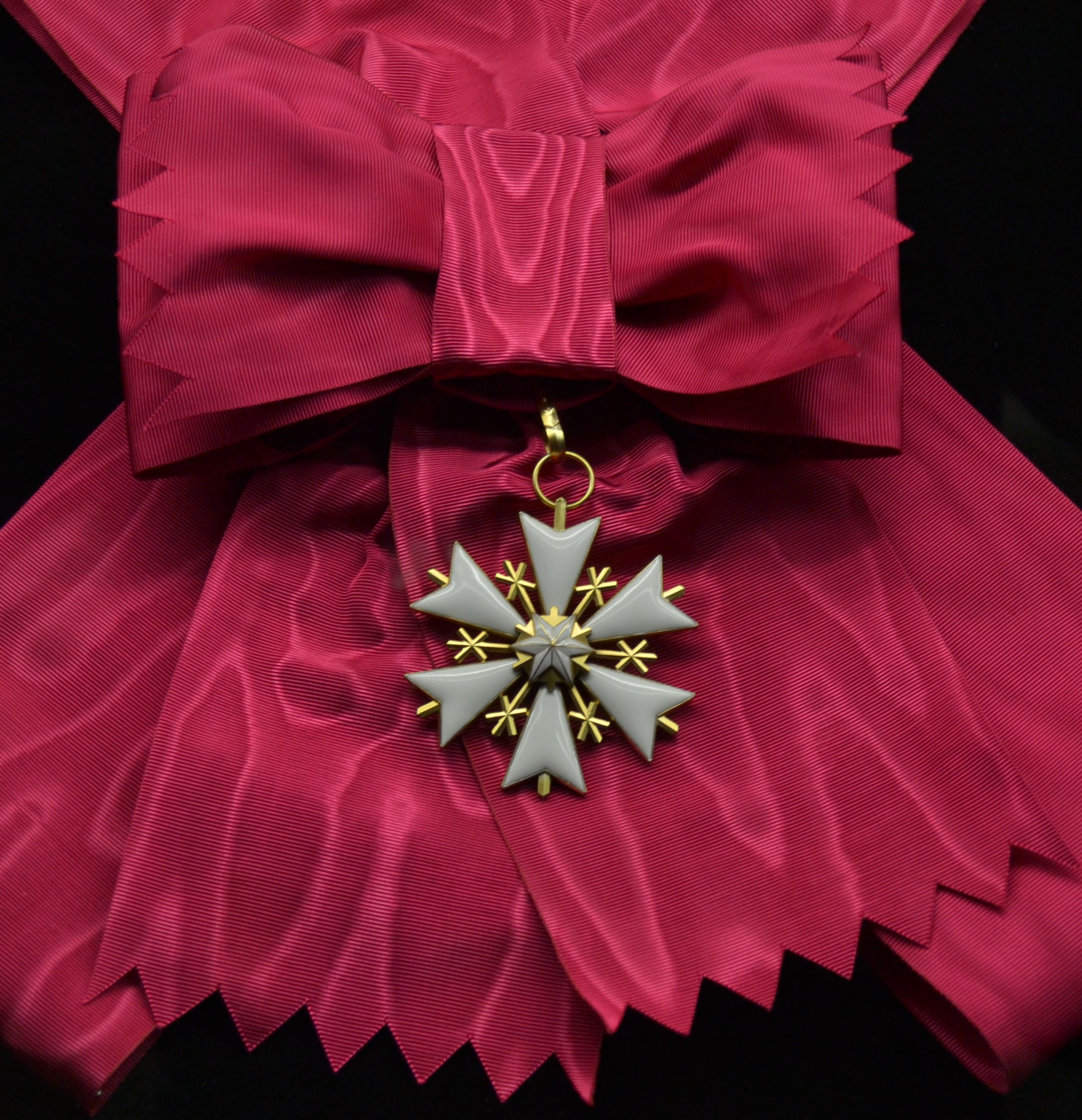
I. třída (před rokem 1940)
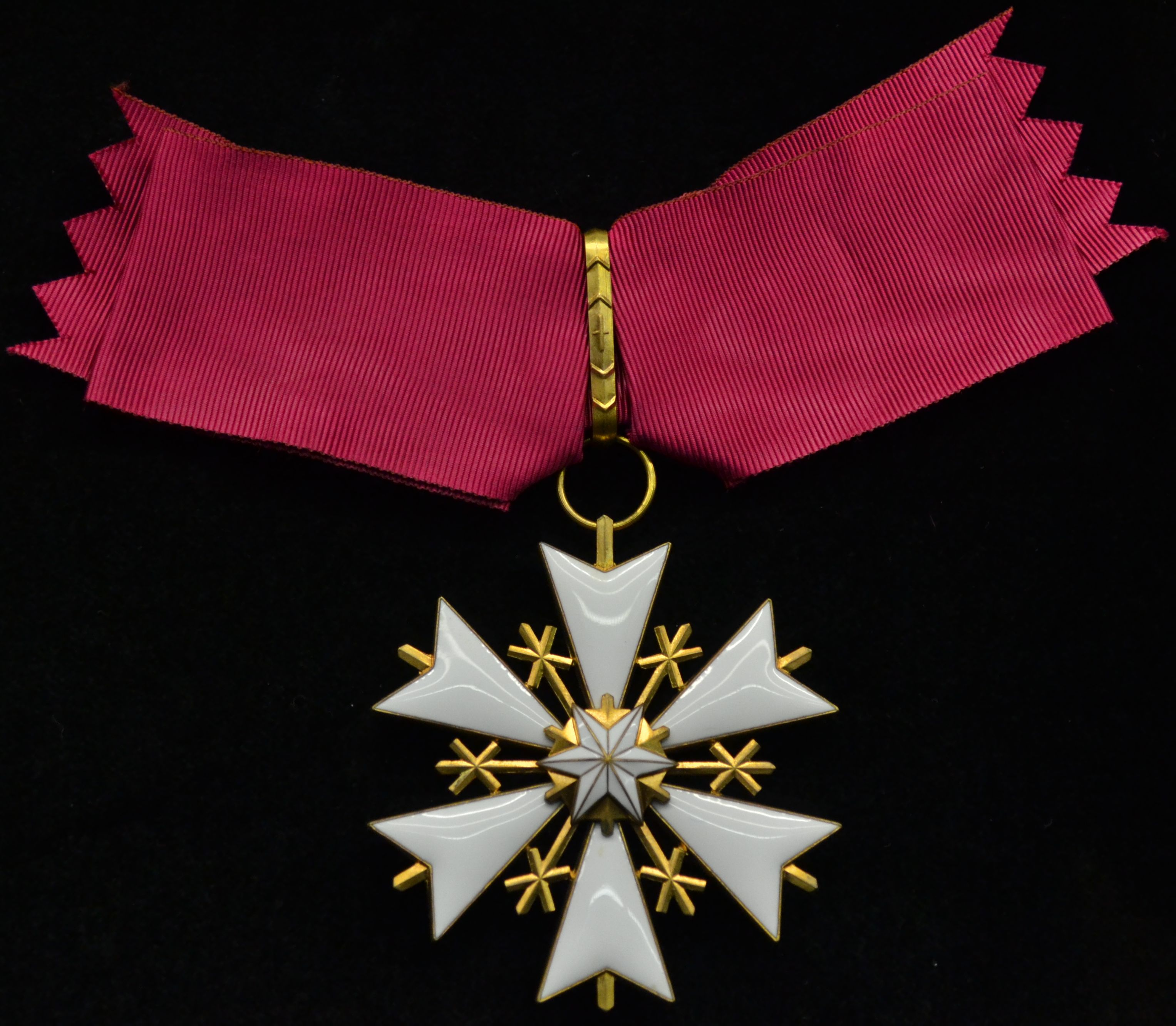
III. třída (před rokem 1940)
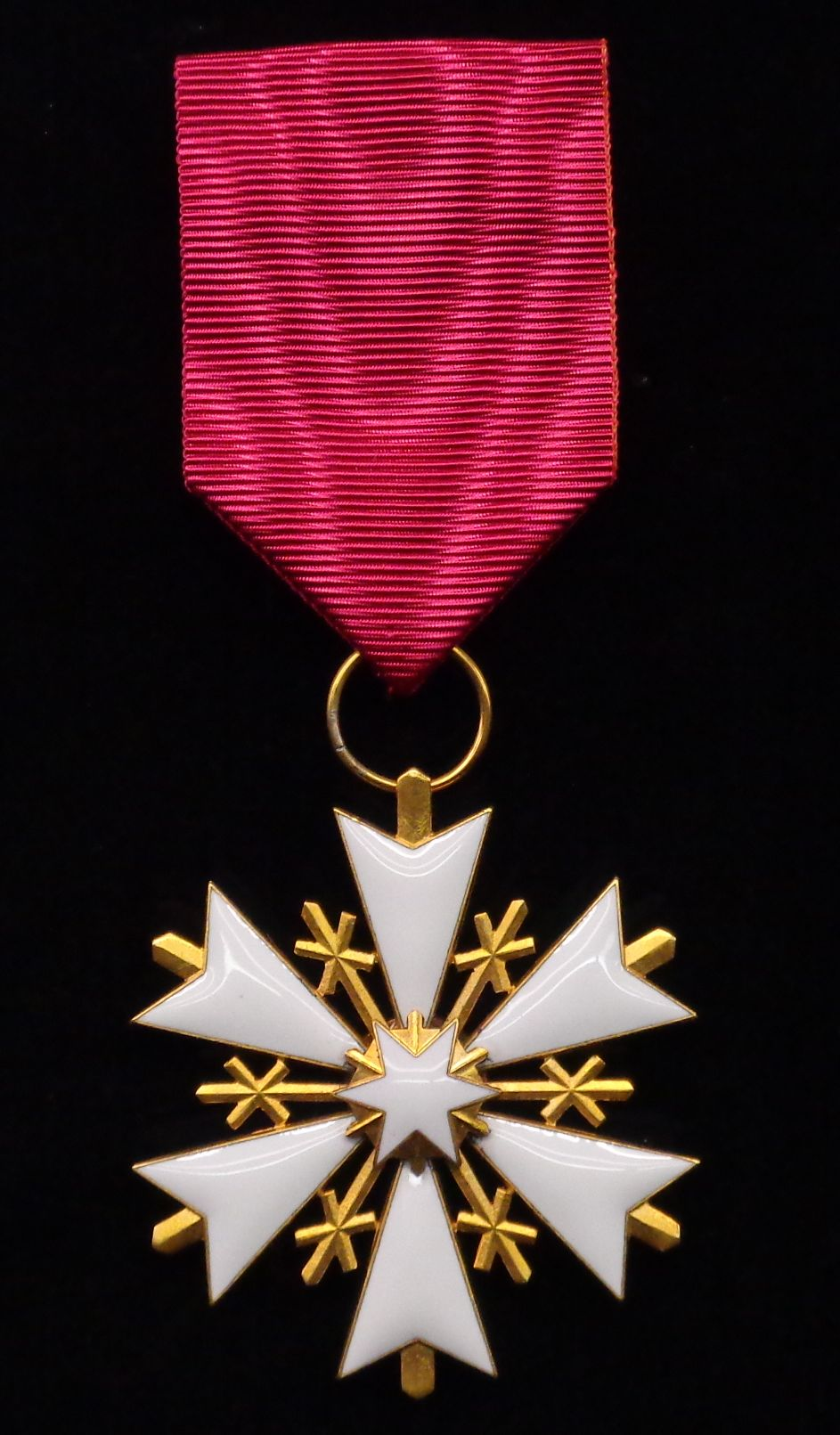
V. třída (před rokem 1940)
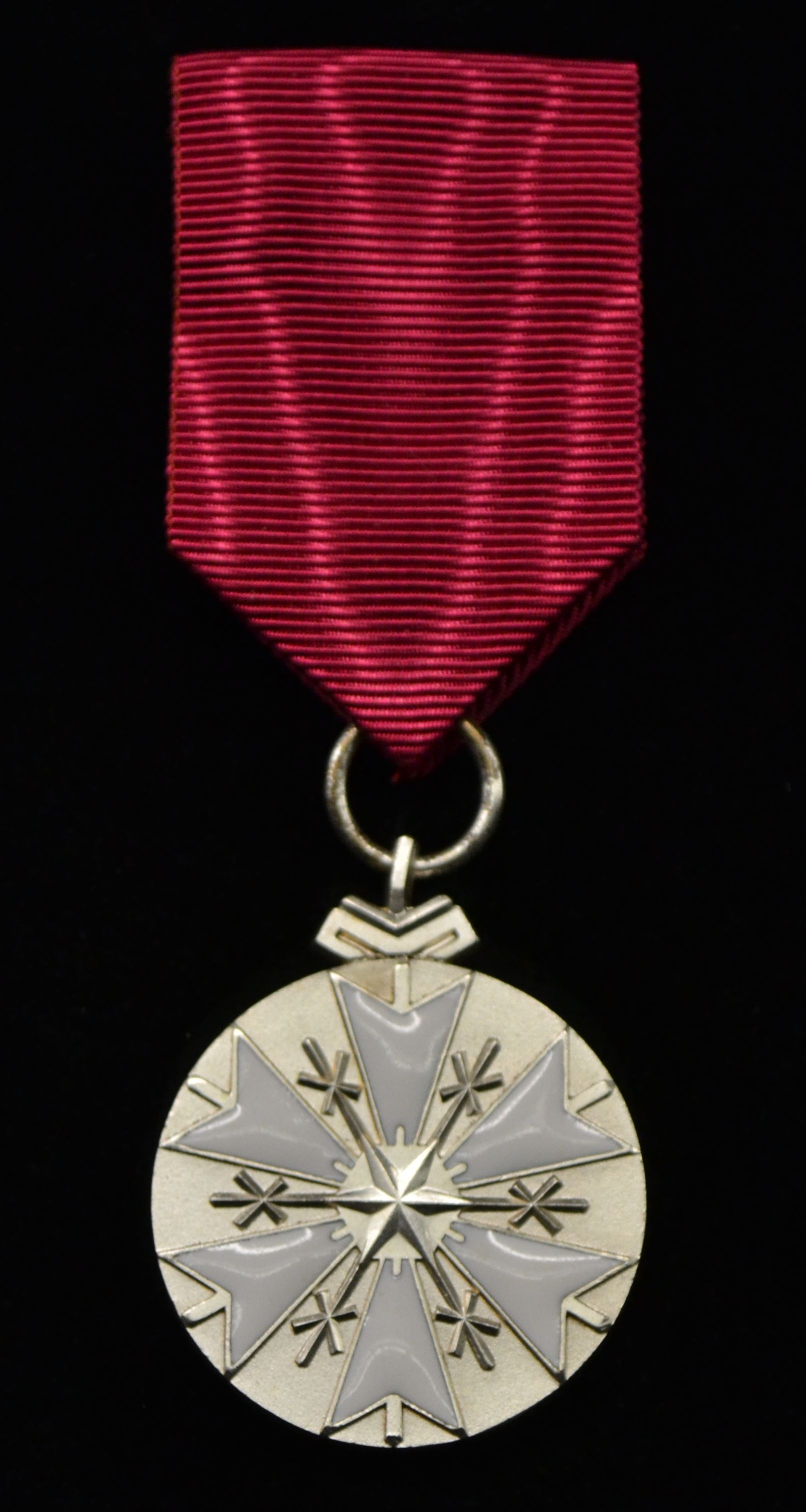
Medaile (po roce 1994)

## Třídy
Od svého založení v roce 1936 do svého zrušení v roce 1940 byl udílen ve dvou speciální a pěti řádných třídách a náležely k němu také tři medaile.
- řádový řetěz – Byl udělen jednomu Estonci a šesti cizincům.
- velkostuha – Byla udělena jednomu Estonci a jednomu cizinci.
- I. třída – Byla udělena 19 Estoncům a 52 cizincům.
- II. třída – Byla udělena 53 Estoncům a 53 cizincům.
- III. třída – Byla udělena 226 Estoncům a 103 cizincům.
- IV. třída – Byla udělena 372 Estoncům a 100 cizincům.
- V. třída – Byla udělena 546 Estoncům a 43 cizincům.
- zlatá medaile – Byla udělena 314 Estoncům a 43 cizincům.
- stříbrná medaile – Byla udělena 234 Estoncům a 3 cizincům.
- bronzová medaile – Byla udělena 234 Estoncům.

Řád byl po svém obnovení v roce 1994 do roku 1995 udílen v pěti řádných třídách a jedné medaili.
- I. třída
- II. třída
- IIII. třída
- IV. třída
- V. třída
- bronzová medaile

Řád je od roku 1995 udílen v pěti řádných a v jedné speciální třídě. K řádu náleží také medaile.
- řádový řetěz – Řádový odznak se nosí na řetězu kolem krku. Zlatá řádová hvězda se nosí nalevo na hrudi. Tato speciální třída je udílena pouze zahraničním hlavám států.
- I. třída – Řádový odznak se nosí na široké stuze spadající z pravého ramene na levý bok. Stříbrná řádová hvězda se nosí nalevo na hrudi.
- II. třída – Řádový odznak se v případě pánů nosí na stuze kolem krku a v případě dam nalevo na hrudi na stuze uvázané do mašle. Stříbrná hvězda se nosí na levé straně hrudi.
- III. třída – Řádový odznak se v případě pánů nosí na stuze kolem krku a v případě dam nalevo na hrudi na stuze do mašle. Této třídě již řádová hvězda nenáleží.
- IV. třída – Řádový odznak se nosí zavěšený na stuze s rozetou nalevo na hrudi.
- V. třída – Řádový odznak se nosí zavěšený na stuze bez rozety nalevo na hrudi.
- stříbrná medaile – Medaile se nosí zavěšena na stuze nalevo na hrudi.

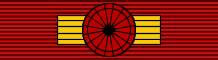
řetěz
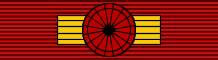
I. třída
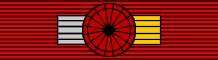
II. třída
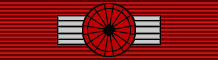
III. třída
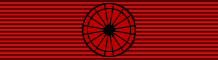
IV. třída
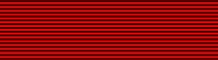
V. třída
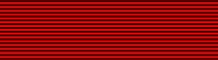
medaile